# Johannes Hermanus Barend Koekkoek
Pour les articles homonymes, voir Koekkoek.
Johannes Hermanus Barend Koekkoek (6 juillet 1840, Amsterdam - 24 janvier 1912, Hilversum) est un peintre néerlandais spécialisé dans la peinture de paysage et est le fils du peintre Hermanus Koekkoek (1815-1882). Barend Cornelis Koekkoek est son oncle.

## Biographie
Johannes Hermanus Barend Koekkoek est né le 6 juillet 1840 à Amsterdam aux Pays-Bas. Il étudie la peinture auprès de son père Barend Cornelis Koekkoek. Ses premières œuvres sont fortement influencées par le sens du détail et de l'observation de son père. Des années plus tard, son style beaucoup plus libre est associé à l'école de peinture de La Haye.